# Chalifa al-Ghuwajl
Chalifa Muhammad al-Ghuwajl (arab. خليفة محمد الغويل, ur. w Misracie) – libijski inżynier i polityk. 
31 marca 2015 został powołany przez nieuznawany na arenie międzynarodowej parlament Libii – islamistyczny Powszechny Kongres Narodowy na stanowisko premiera. Jego rząd nie jest uznawany za legalnego przedstawiciela państwa, a jego władza obejmuje tylko część powierzchni kraju. 
5 kwietnia 2016 na skutek porozumienia pokojowego pomiędzy stronami walczącymi w wojnie domowej, rząd al-Ghuwajla ustąpił a Powszechny Kongres Narodowy został rozwiązany przekazując swoje prerogatywy nowym władzom przejściowym.